# Тетраметилолово
Тетраметилолово — оловоорганическое соединение,
метилпроизводное станнана
с формулой Sn(CH3)4,
бесцветная жидкость,
не растворяется в воде,
ядовито.

## Получение
- Действие свежеприготовленного  магнийметилиода на хлорид олова(IV):

{\displaystyle {\mathsf {Mg+CH_{3}I\ {\xrightarrow {}}\ CH_{3}MgI}}}
{\displaystyle {\mathsf {SnCl_{4}+4CH_{3}MgI\ {\xrightarrow {}}\ Sn(CH_{3})_{4}+2MgCl_{2}+2MgI_{2}}}}

## Физические свойства
Тетраметилолово образует бесцветную жидкость с приятным эфирным запахом с высокой преломляющей способностью.
При температуре ниже -45°С образует кристаллы
кубической сингонии,
пространственная группа P a3,
параметры ячейки a = 1,1198 нм, Z = 8 (при 158 К)
.
Устойчиво к действию воздуха и влаги.
Не растворяется в воде.
С диэтиловым эфиром, этанолом и другими органическими растворителями смешивается во всех отношениях.

## Химические свойства
- Реагирует с галогенами:

{\displaystyle {\mathsf {Sn(CH_{3})_{4}+I_{2}\ {\xrightarrow {}}\ Sn(CH_{3})_{3}I+CH_{3}I}}}
- При нагревании реагирует с галогеноводородами:

{\displaystyle {\mathsf {Sn(CH_{3})_{4}+HCl\ {\xrightarrow {T}}\ Sn(CH_{3})_{3}Cl+CH_{4}}}}